# Il demone dell'Arizona
Il demone dell'Arizona (Arizona Bound) è un film del 1927 diretto da John Waters.

## Trama
Nella piccola cittadina di Mesquite vive Dave Saulter, un buono a nulla i cui unici interessi sono Flash, il suo cavallo bianco e Ann Winslow, che disapprova le sue maniere. Ann accetta di partecipare ad un ballo al fianco di Buck Hanna, dove Dave lo accalappia come se fosse per iniziare il primo ballo. Insieme a Dave infatti Buck sta per compiere il furto del carico d'oro locale che gli era stato lasciato in custodia. La carrozza viene intercettata da Texas Jack e la sua banda; Dave viene malmenato e sviene. Buck e i suoi compagni gettano il sospetto su Dave, ma Oleson, un impacciato svedese, trova accidentalmente il nascondiglio dell'oro. Quando Betty viene a conoscenza della colpevolezza di Buck, lui la rapisce portandola nella sua carrozza, ma Dave lo insegue e lo vince, riconquistando l'oro e la ragazza.

## Distribuzione
Distribuito dalla Paramount Pictures, il film uscì nei cinema statunitensi il 9 aprile 1927. In Italia, fu distribuito nel 1929 con il visto n° 24833.